# جورج روبرت
جورج روبرت (بالفرنسية: Robert George)‏ (و. القرن 19 – القرن 20 م) هو لاعب هوكي الجليد، وصحفي فرنسي، شارك في الألعاب الأولمبية الشتوية 1928.

## روابط خارجية
- جورج روبرت على موقع EliteProspects.com (الإنجليزية)
- جورج روبرت على موقع Eurohockey.com (الإنجليزية)
- جورج روبرت على موقع اللجنة الأولمبية الدولية (الإنجليزية)
- جورج روبرت على موقع أوليمبيديا (الإنجليزية)